# Radola Gajda
Radola Gajda, eller Rudolf Geidl, född 14 februari 1892, död 15 april 1948, var en tjeckoslovakisk militär och politiker.
Vid första världskrigets utbrott deltog Gajda som fältskär på den österrikiska fronten mot Serbien, men sympatiserade med den tjeckiska frihetsrörelsen och lyckades 1916, via Korfu, fly till Ryssland, där han i rysk tjänst kämpade mot centralmakterna. Gajda bildade i Ukraina de tjeckiska legionerna och deltog med brigadchefs grad i den sibiriska socialdemokratiska revolutionen och avancerade till general och överbefälhavare för Jekaterinburg-området. Gajda övergick senare till den kontrarevolutionäre general Aleksandr Koltjak men råkade 1919 i konflikt med denne. En revolt i Vladivostok, riktad mot Koltjak, misslyckades och Gajda måste som en av ledarna för denna fly. Han kom, via Japan, tillbaka till Tjeckoslovakien och blev, efter hemkomsten, 1924 chef för tjeckoslovakiska generalstaben men anklagades 1926 för att ha sålt militära hemligheter till bolsjevikerna, dömdes för högförräderi och degraderades. Gajda arbetade senare med kraft för sin rehabilitering, och var en av de ledande inom Tjeckoslovakiens fascistiska parti. Gajda skrev den självbiografiska Minnen på tjeckiska 1923.